# Mbella-Ngou
Mbella-Ngou (ou Mbelangou, Mbella-Ngon) est un village de la commune de Djohong situé dans la région de l'Adamaoua et le département du Mbéré au Cameroun, à proximité de la frontière avec la République centrafricaine

## Population
En 1967, Mbella-Ngou comptait 715 habitants, principalement Foulbe.
Lors du recensement de 2005, 1 481 personnes y ont été dénombrées.